# Klára Belicová
Klára Belicová (* 10. ledna 1986) je česká kameramanka žijící v Praze. Po ukončení gymnázia studovala v Písku a následně pokračovala ve studiu v Praze na FAMU. V roce 2017 absolvovala na FAMU katedru kamery. Profesionálně se začala věnovat filmu až zhruba po 10 letech. Upozorňuje na velmi nízké zastoupení žen za kamerou v Česku a nepříznivé podmínky pro ženy v českém filmovém průmyslu.

## Filmová tvorba
V tvorbě Belicové je patrná snaha o citlivé vizuální ztvárnění vnitřního světa ženských postav.
V době studií natočila několik krátkometrážních filmů, mezi nimi například Čtyři dny ve skladu (2013), Až zapadne slunce (2014) nebo Hodina mezi psem a vlkem (2014), který byl také nominován na Českého leva za nejlepší studentský film.
V roce 2016 prezentovala na festivalu ukázku z celovečerního filmu Zákon Helena (2016), režírovaného Petrou Nesvačilovou. Film byl distribuován v českých kinech a nominován na cenu Českého lva za nejlepší český dokumentární film.
Její první celovečerní hraný film Sněží! (rež. Kristina Nedvědová) měl premiéru v roce 2019. Aktuálně pracuje na svém druhém celovečerním hraným filmu Její tělo (rež. Natálie Císařovská).

## Filmografie
- 2011: Směry
- 2012: Inspirace
- 2013: Čtyři dny ve skladu
- 2013: Rozloučení
- 2014: Hodina mezi psem a vlkem
- 2014: Až zapadne slunce
- 2015: Lesní slavnost
- 2016: Zákon Helena
- 2017: Barevná etuda
- 2018: Kolem Mileny Jesenské
- 2019: Sněží!
- 2020: K2 vlastní cestou
- 2020: Francek
- 2021: Inverze
- 2023: Její tělo